# Чрезвычайное поручение
«Чрезвычайное поручение» — художественный фильм режиссёра Степана Кеворкова.
Второй фильм кинотрилогии («Лично известен», «Чрезвычайное поручение», «Последний подвиг Камо») о революционере-большевике С. А. Тер-Петросяне.
Художники фильма — Пётр Бейтнер и Валентин Подпомогов.

## Сюжет
Идёт 1917 год. В России началась Гражданская война, сгущаются тучи контрреволюции…

## В ролях
- Гурген Тонунц — Камо
- Борис Чирков — зубатовский шпик
- Эльза Леждей — актриса
- Семён Соколовский — Борис Савинков
- Владимир Кенигсон — Кривой
- Владимир Дружников — Неледецкий
- Нина Шацкая — Оля (озвучивает Ольга Красина)
- Тристан Квелаидзе — Нико
- Георгий Бударов — лидер анархистов
- Анатолий Фалькович — Феликс Дзержинский
- Мария Пастухова — Надежда Крупская
- Александр Кутепов — Яков Свердлов
- Сергей Карнович-Валуа — Плеханов
- Савелий Крамаров — анархист
- Карен Джанибекян — анархист
- Арчил Гомиашвили — Манташеров
- Леонид Пирогов — штабс-капитан Гетманов
- Борис Битюков — прапорщик Щекутьев
- Николай Кузьмин — Ваня-божий человек
- Александр Омиадзе — Филипп
- Пётр Савин — матрос
- Владлен Давыдов — лидер крайкома большевиков
- Валентин Брылеев — шпик (нет в титрах)
- Гитана Леонтенко
- Людмила Чиркова — эпизод
- Гурам Сагарадзе — эпизод
- Артавазд Пашаян — эпизод